# Jangle pop
Jangle pop byl styl rockové hudby populární v osmdesátých letech. Vycházel z hudby 60. let, především ze soundu skupiny The Byrds, používal vlivy alternativního rocku, folku a country. Typický byl pro něj veselý břinkavý zvuk kytar, který mu dal název. Jangle pop představoval populární hudbu určenou náročnějším posluchačům, zejména vysokoškolským studentům. Za průkopníky žánru je označována skupina Pylon z města Athens (Georgie), nejúspěšnějším představitelem se stali R.E.M.

## Skupiny
- Aztec Camera
- The Bangles
- The Church
- The Cranberries
- Gin Blossoms
- The Housemartins
- Primal Scream
- The Smiths
- The Stone Roses
- 10 000 Maniacs